# NGC 5850
NGC 5850 је спирална галаксија у сазвежђу Девица која се налази на NGC листи објеката дубоког неба.
Деклинација објекта је + 1° 32' 39" а ректасцензија 15h 7m 7,5s. Привидна величина (магнитуда) објекта NGC 5850 износи 10,8 а фотографска магнитуда 11,6. Налази се на удаљености од 28,5000 милиона парсека од Сунца. NGC 5850 је још познат и под ознакама UGC 9715, MCG 0-39-2, CGCG 21-6, IRAS 15045+0144, PGC 53979.